# Calamagrostis deschampsiiformis
Calamagrostis deschampsiiformis là một loài thực vật có hoa trong họ Hòa thảo. Loài này được C.E.Hubb. mô tả khoa học đầu tiên năm 1981.